# NGC 2640
NGC 2640 ist eine linsenförmige Galaxie vom Hubble-Typ E/SB0 im Sternbild Kiel des Schiffs. Sie ist schätzungsweise 37 Millionen Lichtjahre von der Milchstraße entfernt.
Das Objekt wurde am 26. Februar 1835 von John Herschel entdeckt.